# Oberhaslach
Oberhaslach település Franciaországban, Bas-Rhin megyében. Lakosainak száma 1743 fő (2022. január 1.). Oberhaslach Dabo, Walscheid, Wangenbourg-Engenthal, Lutzelhouse, Niederhaslach, Still és Urmatt községekkel határos.

## Népesség
A település népességének változása:
| Lakosok száma | 1759 | 1763 | 1799 | 1780 | 1769 | 1760 | 1763 | 1753 | 1743 |
|               | 2013 | 2015 | 2016 | 2017 | 2018 | 2019 | 2020 | 2021 | 2022 |